# Shawn Myers
Shawn Myers (* 26. Mai 1969 in Palo Seco) ist ein trinidadisch-britischer Basketballspieler. Myers begann erst spät, professionell Basketball zu spielen, und wurde nach dem Studium in den Vereinigten Staaten Profi in Europa, wo er insbesondere seit 2001 in der British Basketball League (BBL) aktiv ist. Myers, in der Saison 2001/02 „Topscorer“ der BBL, gewann 2003 mit den Scottish Rocks die Play-offs der BBL.

## Karriere
Myers betrieb zunächst als Hauptsportart Fußball und trainierte als Torwart mit der Fußballnationalmannschaft von Trinidad und Tobago. Ein lokaler Basketballtrainer ermutigte ihn, leistungsmäßig Basketball zu spielen und Myers wechselte die Sportart, um ein Sportstipendium für Basketballspieler in den Vereinigten Staaten zu bekommen. Nachdem er zunächst einen Studienplatz am Saint Petersburg College in Florida bekommen hatte, wechselte er 1995 an die University of West Georgia, wo er für die Hochschulmannschaft Braves in der Gulf South Conference der NCAA Division II spielte. Hier wurde er zweimal 1996 und 1997 unter die besten zehn Spieler der Conference gewählt.
Obwohl Myers angesichts seines fortgeschrittenen Alters von 28 Jahren und einer Ausbildung an einem US-College der Division II nicht die besten Voraussetzungen für eine professionelle Karriere als Basketballspieler mitbrachte, versuchte er sich in Europa in der Saison 1997/98 beim Basketballklub aus Šilutė als Profi, wo er unter anderem mit dem jungen Marijonas Petravičius zusammenspielte, der ein Studium in den USA noch vor sich hatte. Für die Saison 1998/99 bekam er einen Vertrag in der finnischen Korisliiga bei Pyrbasket aus Tampere. Genauso wie ein Jahr zuvor bei Šilutė schied er mit Pyrbasket in der ersten Play-off-Runde um die nationale Meisterschaft aus. Von 1999 an spielte er zwei Jahre in Island für Tindastóll aus Sauðárkrókur. In seiner zweiten Saison 2000/01 legte er ein „Double-double“ im Durchschnitt auf und wurde zum „Most Valuable Player“ (MVP) der Liga ernannt. Der englische Trainer Tony Garbelotto, der zuvor in der isländischen Liga gearbeitet hatte, holte ihn daraufhin in die British Basketball League (BBL) zu den Eagles aus Newcastle-upon-Tyne. Als „Topscorer“ der Liga führte Myers die Eagles bis ins Viertelfinale der Play-offs, in denen man nach Verlängerung den Brighton Bears unterlag. Nachdem er im europäischen Sommer auf der Südhalbkugel für die Napier Hawks aus Neuseeland aktiv gewesen war, kehrte er 2002 nach England zurück.
Für die Saison 2002/03 schloss sich Myers den Jets aus Chester an, die in der Vorsaison die BBL dominiert und alle Titel gewonnen hatten. Nach drei Einsätzen für diesen Verein wechselte er jedoch zur einzigen schottischen Mannschaft der BBL, den Scottish Rocks, die ihre Heimspielstätte in die Nähe von Glasgow verlegt hatten. Die Rocks erreichten nur als sechstplatzierte Mannschaft der regulären Saison die Play-offs, in denen sie in der ersten Runde überraschend den Titelverteidiger Chester Jets besiegten, den Myers in Unfrieden verlassen hatte, und anschließend ins Finale vordrangen, in dem man dann die Brighton Bears besiegen konnte und den ersten Titel in der Geschichte des Vereins seit Aufnahme in die BBL holte. Myers wurde zum MVP der Play-offs ernannt. In der folgenden Saison 2003/04 spielte Myers dann erneut für die Newcastle Eagles, die ebenfalls als Sechster die Play-offs erreichten, aber das „Wunder“ der Rocks eine Spielzeit zuvor nicht wiederholen konnten und in der ersten Runde ausschieden. Für die Spielzeit 2004/05 schloss Myers seinen Frieden mit den Jets und ging erneut nach Chester. Im Ligapokal BBL Trophy verpasste man den vierten Titelerfolg hintereinander nach einer Halbfinal-Niederlage in Verlängerung gegen Myers’ vormalige Mannschaft Eagles. Als Hauptrundenerster zog man mit BBL-MVP Trey Moore ins Play-off-Finale ein und traf erneut auf den Hauptrundenzweiten Eagles. Auch dieses Spiel ging knapp mit drei Punkten Unterschied verloren. In der folgenden Saison waren die Eagles noch dominanter und gewannen alle Titel, während Myers mit den Jets gerade so eben die Play-offs erreichte und in der ersten Runde ausschied.
Für die Saison 2006/07 ging Myers zu den Riders aus Leicester, für die er nach Verletzungen nur zehn Saisoneinsätze absolvierte. Die Riders gewannen nur 13 ihrer 36 Hauptrundenspiele, was zwar als Siebter für den Einzug in die Play-offs reichte, aber das Ausscheiden in der ersten Play-off-Runde nicht verhinderte. Im Sommer 2007 spielte Myers diesmal in der ABA im australischen Geelong für die dort heimische Mannschaft Supercats, die zwar ihre regionale Conference gewann, aber in der nationalen Endrunde ihren Titel nicht verteidigen konnte. Anschließend kehrte Myers erneut nach Chester zu den nun als Cheshire Jets firmierenden Verein zurück, die in den Pokalwettbewerben der BBL jeweils deutlich gegen den Titelverteidiger Newcastle Eagles verloren und vor einem Finaleinzug ausschieden. Myers legte in nur zwölf Saisoneinsätzen ein Double-double mit knapp 24 Punkten und gut elf Rebounds pro Spiel auf, doch die Jets erreichten nach finanziellen Problemen mit nur neun Saisonsiegen nur den vorletzten Tabellenplatz. Auch mit den Geelong Supercats konnte Myers im Sommer 2008 keine Erfolge feiern und kehrte trotz der problembeladenen Vorsaison nach Chester zurück. Trey Moore wurde ein zweites Mal MVP, doch für die Newcastle Eagles, die BBL Trophy, Regular Season und Play-offs gewannen. Für Myers und die Jets blieb nach dem achten Platz in der Hauptrunde eine vergleichsweise knappe Erstrundenniederlage mit fünf Punkten Unterschied gegen die Eagles. In der Saison 2009/10 ging es mit den Cheshire Jets sportlich wieder bergauf. In den Pokalwettbewerben BBL Cup und BBL Trophy erreichte man jeweils das Finale, die jedoch gegen die Sheffield Sharks und gegen Titelverteidiger Newcastle Eagles verloren wurden. Als Hauptrundenvierter musste man in der ersten Play-off-Runde eine Niederlage gegen die Everton Tigers von Trainer Garbelotto hinnehmen, die anschließend überraschend den Titel gewannen.
Für die Saison 2010/11 wechselte der mittlerweile 41-jährige Myers noch einmal die Mannschaft und ging zu den Lions nach Milton Keynes. Die Lions hatten jedoch keine besonders konkurrenzfähige Mannschaft und beendeten die Saison auf dem drittletzten Tabellenplatz, obwohl Myers einem Double-double mit über 14 Punkten und neun Rebounds im Durchschnitt sehr nahekam. In der Saison 2011/12 war Myers wieder zurück in Chester, für die er jedoch nur zu Beginn der Saison eingesetzt wurde. In der folgenden Saison 2012/13 kehrte Myers erneut in den Kader der Jets zurück. Diese gerieten unter einem neuen Eigentümer in massive Liquiditätsprobleme und wurden durch die Ligaleitung vorübergehend vom Spielbetrieb suspendiert. Innerhalb von vier Wochen übernahm ein neues Unterstützerkonsortium den Spielbetrieb und die Mannschaft wurde als Phoenix wieder zum Spielbetrieb zugelassen,  während die Namensrechte beim alten Eigentümer verblieben. Die neuen Phoenix erreichten am Ende der Spielzeit mit zehn Saisonsiegen den vorletzten Tabellenplatz, wobei der knapp 44-jährige Myers mit knapp elf Punkten und neun Rebounds pro Spiel im Bereich eines Double-double lag. Im Juni 2013 sagte Myers den neuen Verantwortlichen der Franchise aus Chester für eine weitere Saison zu.